# Nadace Život umělce
Nadace Život umělce  je příspěvková organizace, založená v roce 1992 v rámci společnosti INTERGRAM, se sídlem v Praze, jejímž účelem je zejména všestranná podpora výkonných umělců a podpora aktivit k vytváření jejich sociálních, profesních a společenských jistot. Nadace realizuje svoji činnost prostřednictvím příspěvků a grantů k podpoře činnosti výkonných umělců a tvůrčích projektů. 

## Zřizovatelé nadace
Ke zřizovatelům nadace patří šest profesních organizací: Herecká asociace, Asociace hudebních umělců a vědců, Umělecké sdružení ARTES, UNIE – odborový svaz orchestrálních hudebníků ČR, Svaz autorů a interpretů a UNIE – odborový svaz profesionálních zpěváků ČR. Nadace je řízena správní radou.

## Hlavní oblasti činnosti nadace
- Aktivní podpora mladých výkonných umělců
- Podpora projektů
- Podpora výkonných umělců seniorů

Nadace zprostředkovává granty pro studenty konzervatoří a vysokých škol uměleckého zaměření, zajišťuje příspěvky na stáže a účast na uměleckých soutěžích. Podporuje kulturní projekty jevištního typu. Podporuje rovněž umělecké seniory, kteří zůstali osamoceni. 

## Senior Prix
Od roku 1993 uděluje nadace cenu Senior Prix jako poděkování za celoživotní uměleckou činnost hercům, tanečníkům, operním, populárním a sborovým zpěvákům a orchestrálním i sólovým umělcům.
V období let 1993–2016 bylo uděleno okolo 1100 těchto ocenění. 
Nadace pořádá od roku 1993 pravidelné předvánoční setkání držitelů ocenění SENIOR PRIX. 

## Další nadační ceny
Nadace uděluje také následující ceny 
- Cena Jiřího Adamíry (pro studenty herectví DAMU)
- Cena Zuzany Navarové (pro studenty Pražské konzervatoře)

## Pietní místo na Vyšehradě
Nadace spravuje pietní místo na Vyšehradském hřbitově. Zde jsou uloženy ostatky např. Vlasty Fabianové, Ljuby Hermanové, Zdeňka Dítěte, Karla Vlacha, Zity Kabátové, Drahomíry Tikalové, Zuzany Navarové a dalších.  Pečuje nebo přispívá i na udržování hrobů dalších významných umělců (např. náhrobek Voskovce a Wericha na Olšanských hřbitovech, hroby Lídy Baarové a Růženy Naskové).

## Nadační listy
Nadace vydávala v letech 2008–2011 měsíčník ŽIVOT UMĚLCE – Nadační listy, kde informovala o aktivitách nadace a věnovala se i jednotlivým umělcům a uměleckým oborům. 